# リンゴ腐爛病菌
リンゴ腐爛病菌（リンゴふらんびょうきん、Valsa ceratosperma）は、リンゴ腐爛病を惹き起こす植物性病原菌である。リンゴの他、セイヨウナシ、マルメロなどの果樹類、ポプラ、オノエヤナギ（ナガバヤナギ）、ソメイヨシノ、ハンノキ、ナラなど多くの広葉樹でも発生する。